# Willa Sadyba w Gdyni
Willa Sadyba w Gdyni – zabytkowa willa w Gdyni. Mieści się w dzielnicy Kamienna Góra przy ul. Sieroszewskiego 8.
Została zbudowana w 1923 roku. Od 1983 widnieje w rejestrze zabytków.